# For you (Prince)
For you is het eerste album van de Amerikaanse popartiest Prince en werd uitgebracht in 1978.

## Algemeen
Muzikaal gezien kan het album gezien worden als een vrij vlakke kruising tussen lichte funk, soul en rhythm-and-blues. Volgens critici in die jaren, klonk hij als een soort van nieuwe en lichte variant van Stevie Wonder.

## Nummers
| Nr. | Titel                          | Duur |
| --- | ------------------------------ | ---- |
| 1.  | For you                        | 1:06 |
| 2.  | In Love                        | 3:38 |
| 3.  | Soft and Wet                   | 3:01 |
| 4.  | Crazy You                      | 2:17 |
| 5.  | Just As Long As We're Together | 6:24 |
| 6.  | Baby                           | 3:09 |
| 7.  | My Love Is Forever             | 4:09 |
| 8.  | So Blue                        | 4:26 |
| 9.  | I'm Yours                      | 5:01 |

## Singles
Er zijn twee nummers uitgebracht als singles, Soft and Wet (7 juni 1978) en Just as long as we're together (21 november). Er staan op de B-kanten van deze singles geen eerder onuitgebrachte nummers en ze zijn alleen in de V.S. uitgebracht.
Soft and Wet, Prince zijn eerste single, haalde nummer 92 op de Billboard Hot 100 en nummer 12 op de R&B-hitlijst.

## Ontstaan
Voor de eerste drie albums had Prince van Warner Bros. een budget gekregen van 180.000 dollar, die hij op 10.000 dollar na aan dit album uitgaf.
De opnamesessies van dit album vonden plaats in de Record Plant in Sausalito in de Amerikaanse staat Californië. De sessies duurden van 1 oktober t/m 22 december 1977. Het album werd afgemixt in de Sound Labs in Los Angeles tussen 4 januari en eind februari 1978.
Uitzonderlijk is de toevoeging van Tommy Vicari als uitvoerend producent. Warner Bros. wilde de 19-jarige Prince nog niet de vrijheid geven die kenmerkend was voor zijn latere albums. Uiteindelijk was het zo dat Prince tijdens de sessies geleidelijk aan die vrijheid naar zich toetrok en Vicari vooral een adviserende functie had.

## Composities
Alle nummers zijn geschreven door Prince, behalve Soft and Wet waar hij samen met Chris Moon de tekst van geschreven heeft. Chris Moon zegt ook aandeel te hebben in de tekst van My love is forever. Hierover is later een financiële overeenkomst bereikt.

## Instrumentatie en zang
Volgens de informatie bij het album speelt Prince alle instrumenten en zingt hij alle vocalen. Dat laatste doet hij vrijwel alleen in falsetto, met enkele kleine uitzonderingen op Soft and Wet en het tweede complet van Just as long as we're together na. Als reden zal Prince later opgeven dat hij zijn normale stem nog niet sterk genoeg vond. Het zal tot Controversy duren alvorens zijn normale stem vaker te horen valt.
Weliswaar niet genoemd in de credits, speelt toetseniste Patrice Rushen op Baby en een paar andere nummers mee. Ook David Rivkin en Charles Veal zijn, weliswaar minimaal, te horen op het album.
André Cymone zegt verder dat hij ook op het album mee speelde.